# Jarolím Leichman
Jarolím Leichman (25. září 1897 Ořechov – 10. říjen 1981 Velké Meziříčí) byl český a československý rolník, politik Československé strany lidové a poúnorový poslanec Národního shromáždění ČSR.

## Biografie
Pocházel z malorolnické rodiny. Absolvoval dvouletou odbornou hospodářskou školu, poté až do konce 40. let hospodařil na rodné usedlosti. Od roku 1919 se angažoval v místních katolických spolcích, v roce 1928 byl zvolen za ČSL starostou obce. V letech 1945-1946 působil jako předseda MNV za ČSL a jako člen Okresního výboru ČSL. Od roku 1946 byl poslancem ONV Brno-venkov. V roce 1948 se připojil ke skupině Jana Niederleho a Emila Vojance, kteří prosazovali plojharovskou politiku na jižní Moravě. Ztotožnil se s oficiální zemědělskou linií strany a stal se propagátorem kolektivizace, patřil k zakladatelům JZD v rodné obci. Rovněž podporoval Katolickou akci a jiná prorežimní opatření. Byl také v předsednictvu Krajského výboru ČSL v Brně.
Po únorovém převratu v roce 1948 patřil k frakci tehdejší lidové strany loajální vůči Komunistické straně Československa, která v ČSL převzala moc a proměnila ji na spojence komunistického režimu. Po volbách roku 1948 byl zvolen do Národního shromáždění za ČSL ve volebním kraji Brno. Mandát nabyl až dodatečně v lednu 1949 jako náhradník poté, co rezignoval poslanec Václav Chytil. V parlamentu setrval do konce funkčního období, tedy do voleb v roce 1954.
V roce 1953 byl proveden pokus o jeho odvolání ze všech stranických funkcí, který ovšem přestál. I tak ale v roce 1954 do celostátních funkcí již nekandidoval. Po roce 1954 zůstal funkcionářem okresního stranického výboru Brno-venkov a člen místního JZD v Ořechově, kde pracoval až do důchodu.